# MFFA Képadatbázis
Az MFFA Képadatbázis a Magyar Filmtörténeti Fotógyűjtemény Alapítvány 1990-ben alapított adatbázisa.

## Az adatbázis gyűjtőköre
Az adatbázis 980 magyar játékfilm szöveges adatait és állófotóinak KODAK PRO PHOTO CD-re mentett digitális változatát tartalmazza, 1945-től napjainkig. Ez közel 240 ezer filmfotót tesz ki, s reprezentálja a magyar filmtörténet értékeit. A képekhez tartozó szöveges információk a filmek alkotóira és résztvevőire vonatkoznak.

## Külső hivatkozás
- http://www.mffa.hu